# 奧科鎮區 (伊利諾伊州謝爾比縣)
奧科鎮區（英語：Okaw Township）是位於美國伊利諾伊州謝爾比縣的一個行政鎮區。

## 地方資料
根據2010年美國人口普查的數據，奧科鎮區的面積為92.10平方千米，當中陸地面積為80.10平方千米，而水域面積為12.00平方千米。當地共有人口897人，而人口密度為每平方千米9.74人。